# Gorenji Podšumberk
Gorenji Podšumberk este o localitate din comuna Trebnje, Slovenia, cu o populație de 20 de locuitori.